# Kassita
Kassita (berberspråk: ⴽⴰⵙⵉⵜⴰ, arabiska: قاسيطة) är en ort i Marocko, som i folkräkningen räknas som stad i landskommunen Tsaft. Den ligger i provinsen Driouch och regionen Oriental, 300 km öster om huvudstaden Rabat. Antalet invånare var 2 675 vid folkräkningen 2014.